# Christofer Stevenson
Christofer Stevenson, né le 25 avril 1982 à Göteborg, est un coureur cycliste suédois.

## Palmarès et résultats

### Palmarès par année
- 2000
  -  Champion de Suède sur route juniors
- 2004
  - 3e du championnat de Suède sur route
- 2005
  - 3e étape du Tour de Carthagène
  - Scandinavian Open Road Race
  - 2e du championnat de Suède sur route
- 2006
  - 2e du championnat de Suède sur route
- 2008
  - Classement général du Tour du Loir-et-Cher
  - 3e du Tour de Normandie
- 2009
  - 2e étape des Falu 3-dagars
  - 3e étape de l'Olympia's Tour
  - 2e des Falu 3-dagars
  - 2e de la Scandinavian Race Uppsala
- 2010
  - Östgötaloppet
  - 4e étape des Fryksdalens 3-dagars
  - 2e étape du Jæren Sykkelfestival
  - 2e des Fryksdalens 3-dagars
- 2011
  - Västboloppet
- 2012
  -  Champion de Suède sur route
- 2015
  - Solleröloppet
  - 2e et 5e étapes de l'U6 Cycle Tour

### Classements mondiaux
| Année            | 2005 | 2006 | 2007 | 2008 | 2009 | 2010   | 2011 | 2012 |
| ---------------- | ---- | ---- | ---- | ---- | ---- | ------ | ---- | ---- |
| UCI America Tour |      |      |      |      | 215e |        |      |      |
| UCI Europe Tour  | 158e | 514e | 698e | 239e | 208e | 1 009e | 436e | 350e |